# 克鲁瓦塞特
克鲁瓦塞特（法語：Croisette，法語發音：[kʁwazɛt]）是法国上法蘭西大區加来海峡省的一个市镇，属于阿拉斯区。

## 地理
克鲁瓦塞特（50°21'12"N, 2°15'39"E）面积7.64 平方千米，位于法国上法蘭西大區加来海峡省，该省份为法国北部沿海省份，西北濒北海，南至索姆省，东临北部省。
与克鲁瓦塞特接壤的市镇（或旧市镇、城区）包括：锡拉库尔、厄夫昂泰尔努瓦、拉姆库尔、弗莱尔、吉讷库尔、欧特克洛克、埃里库尔、埃兰库尔。

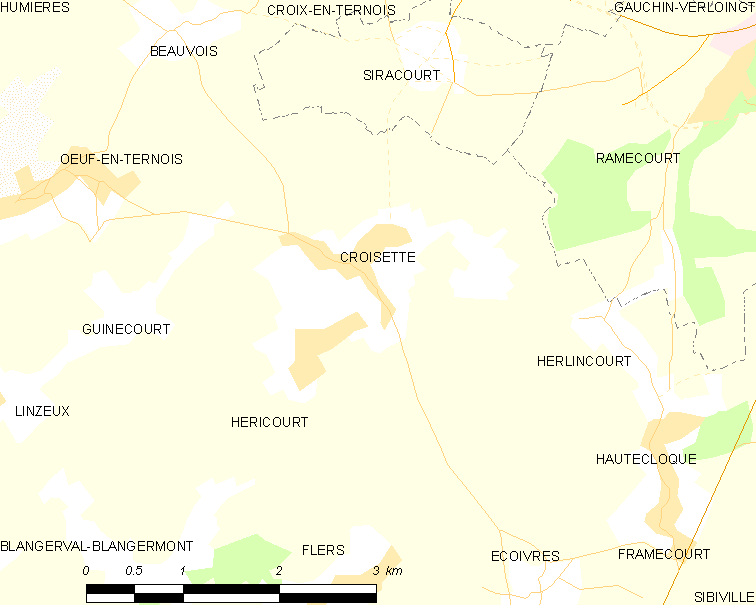
克鲁瓦塞特的OSM定位图

克鲁瓦塞特的时区为UTC+01:00、UTC+02:00（夏令时）。

## 行政
克鲁瓦塞特的邮政编码为62130，INSEE市镇编码为62258。

## 政治
克鲁瓦塞特所属的省级选区为泰努瓦斯河畔圣波勒县。

## 人口

1962-2008年间克鲁瓦塞特人口变化图示

克鲁瓦塞特于2022年1月1日时的人口数量为300人。